# Merchweiler
Merchweiler es un municipio situado en el distrito de Neunkirchen, en el estado federado de Sarre (Alemania), con una población a finales de 2016 de unos 9974 habitantes.
Se encuentra ubicado en el centro del estado.